# AIR MAX (企業)
合同会社AIR MAXは、エアボートの開発・製造・販売・メンテナンス・操縦訓練を行う日本の企業。日本国内でエアボートを製造している唯一の企業であった株式会社フレッシュエアー閉業後、フレッシュエアー創業者の佐々木甲がエアボート関連の業務を引き継ぎ2024年8月にAIR MAXを設立した。フレッシュエアーは元々は店舗デザインや施工、そのほか内装に関わる工事を主な事業内容としていたが、事業の大半をエアボートに特化し、新たな事業として軽トラキャンパー向けの搭載型シェルの受注製造を行っていた。

## 創業と企業哲学
2007年7月に店舗デザインや施工などの内装業を請け負う会社として株式会社フレッシュエアーをスタート。その技術の応用としてエアボート製作を行っていた。2011年3月11日の東日本大震災発生を機に創業者佐々木甲が、水害において理想の救助艇と言われるエアボート開発・製造への比重を高めた。

## 特徴
創業者佐々木の持つ、航空力学や流体力学の知識、金属加工や配管のベンダー加工、或いは車や航空機のエンジンの開発・修理・チューンナップなどの技術の裏付けにより開発・製作されている。これにより、輸入艇ではカバーしきれない細部までのメンテナンスも理論と技術に基づいて速やかに行える。また、製品そのものだけではなく操縦技術においても創業者がアメリカにおいてインストラクター免許を取得しているため、エアボートの構造的・力学的特徴を踏まえた上での技術指導も行うことができる。

## 工場
創業当時は東京都新宿区の都営団地の一角に本社・ファクトリーを構え事務所業から開発・製造まで行っていたが、現在は山中湖ベースという開発・製造・実験のための開発拠点をメインとしている。

## 活動
- 2015年9月10日、茨城県常総市での鬼怒川の堤防決壊において救助活動に参加。深夜からの捜索で46名の救助した[3]。記録に残るものでは1953年九州での集中豪雨災害でアメリカ空軍がプロペラボートを出動させたことがあるだけであり、実質は日本初ともいえる活動であった。地方自治体や消防などと協力した訓練などでのデモンストレーション活動は国内各地で幅広く参加しているものの、艇の実戦能力や必要操縦技術の確認が本当の災害現場でできたことは、エアボート国内普及の啓蒙において大きな意義を持つものとなった。
- 開発・製造の傍ら、要望が届き次第、全国各地でデモンストレーションを行ない、普及のための活動に尽力している。
- 走行試験やデモは、静水・急流・水草密集地・海上・さらには陸上・雪上と多様な環境で行われ、その模様は会社ホームページの動画などで公開されている。
- フレッシュエアー製エアボートは2016年に高知県警が津波・災害対策用として配備。更に2017年には茨城県境町が自治体として初めて導入し、緊急時の水害対策として配備しながら観光資源としての活用を視野に入れている[4] 。
- 2020年2月、東京消防庁に発足した即応対処部隊がフレッシュエアー製エアボートを正式に導入し配備した[5]
- 2024年8月 合同会社AIR MAXを設立。

## 製品概要

### 主な製品
- 救助用エアボートFARシリーズ
- レジャー用エアボートFAシリーズ

### 主なオリジナルオプション製品
- アイゼンブレーキ：氷上（雪上）走行における制動性能を高めるためのブレーキシステム。
- リトラクタブルトリムシステム：小型船舶に使用されるトリムタブをエアボート専用仕様に開発したもの。走行姿勢に大きな影響を及ぼす乗船状態による重心の違いを補正してくれるシステム。
- スクーパー（FARシリーズには標準）：船首に装備し、建設重機のホイルローダーのバケットの様に動く網状の救助ツール。落水者救助を始め、運搬、浮遊物収容など幅広く利用できる。
- エスキモーロールシステム：転覆した際に、船自体の予備動力を利用して姿勢復元を行う装置。

### その他 フレッシュエアー製エアボートの特色
- 艇サイズのフレキシビリティ：全長・全幅などは、運搬時における日本の交通事情やオーナーの運送手段を加味したうえでの製作設計をが可能である。
- コスト面での対応工夫：ハル（船体外殻）は完全オリジナル製作も可能な一方で、コスト面から専門ビルダーからの輸入対応も積極的に活用している。
- 最少人数活動時への配慮：オリジナル機構のうちスクーパー、リトラクタブルトリムシステム、アイゼンブレーキに関しては、実際の過酷な救助活動環境を見据えて、乗組員が1人の場合であっても確実に作動・制御が可能なようにシステム構築されている。
- 乗組員の安全確保（不沈構造）：米国製などの既存の艇の大半が、いわゆる「おわん構造」であり、浸水などにより船底に溜まったビルジ[6]に対してはポンプなどで、時間をかけての排水作業が必須となる。フレッシュエアー製の艇では排水の手間と沈没リスクを回避するために、艇のバランスに影響がない超軽量発泡材充填による特殊加工を施した構造をとっている。万が一転覆してもその浮力により沈むことがあり得ない構造である。これは救助艇として利用する際の乗組員への徹底した安全の配慮であり、実際にハル（船体外殻）が裂けてしまった事故事例を米国で現地調査したことから製品化に至っている。
- 不沈構造についての反論：競業輸入ブローカーがWEB上で「他社が行う発泡材充填はどは安全を著しく無視し、極めて危険だ」とといった表現行為で否定されている。しかしフレッシュエアー社側は艇の設計段階からの緻密な計算と実験の繰り返しにより安全は実証されていると反論している。前述の輸入業者による指摘は、直接的にフレッシュエアー社という固有名詞を出していないものの国内の競業がフレッシュエアー社のみであることが明白であるが故、不正競争防止法の中の「競争者営業誹謗行為（第15号）」に抵触する恐れもある[7]。

## メディア露出
- 2013年11月22日 テレビ東京『日経スペシャル ガイアの夜明け』（特集）
- 2013年11月23日 NHK『首都圏ニュース』（ファクトリーから生中継で特集）
- 2015年12月発売 舵社『BOAT CLUB』1月号（掲載・特集4ページ）
- 2015年 5月上映 映画『THE NEXT GENERATION パトレイバー 首都決戦』（劇用船として劇中使用）
- 2015年 9月16日 SBS静岡放送『イブアイしずおか』
- 2015年10月発売 近代消防社『近代消防』11月号（鬼怒川救助のリポート）
- 2015年10月26日 高知さんさんテレビ『さんさんみんなのニュース』
- 2015年11月 6日 高知県・二葉町防災新聞（WEBでの動画紹介）
- 2015年11月27日 テレビ東京『所さんの学校では教えてくれないそこんトコロ!10周年スペシャル』（特集）
- 2016年 8月23日 テレビ朝日『羽鳥慎一モーニングショー』（特集）
- 2016年 9月 1日 山梨放送『ててて！TV・とんでけ中継』（生中継）
- 2019年11月12日 テレビ東京『日経スペシャル ガイアの夜明け』（特集）
- 2023年 4月 1日 テレビ東京『ガイアの夜明け』あの主人公はいま＃47 - 救える命を救いたい！“絶対に沈まない船”で挑む熱血漢